# 昇悅居
昇悅居（英語：Liberté）是香港九龍深水埗區長沙灣的私人屋苑，位於九龍荔枝角道833號，發展商為新鴻基地產及信德集團，梁黃顧建築師（香港）事務所負責建築設計，怡輝信德建築聯營負責興建，於2003年10月入伙，與毗鄰之泓景臺、宇晴軒和碧海藍天同時興建，合稱「西九四小龍」

## 概要
昇悅居舊址為信德船廠，隨著西九龍填海工程的進行，信德船廠已經遷往興華街西海旁。物業於2003年落成，總共有7座樓宇，合共2,434個住宅單位

## 設施

### 會所

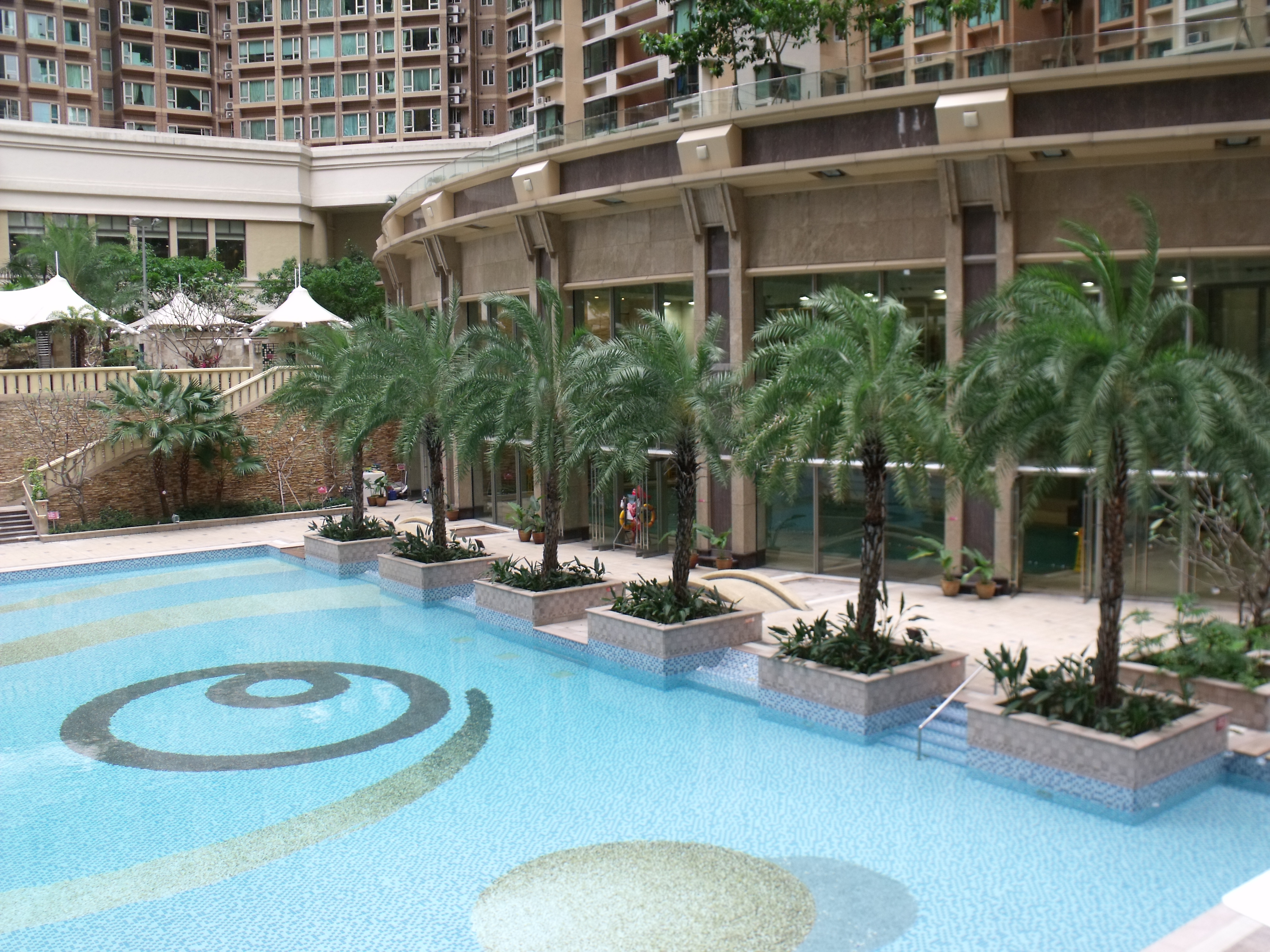
室外泳池

物業設有住客會所，樓高3層，佔地17萬方呎，發展商耗資1億元興建。設施逾50項，包括設置天幕星空的「星夜傾情」25米恒溫泳池，特設150吋大型投射銀幕的體育館、英式桌球室、迷你影院、設3個軌道的螢光保齡球場、兒童遊樂室、餐廳、宴會廳、燒烤場和健身室等。其中會所大堂高逾13呎，中央放置法國雕塑名為「閱讀」的作品。而“Spa Village 悅心泉”融合美容、健美及按摩，設有多個按摩池，戶外桑拿浴室，礦物按摩台和園林式SPA按摩亭。
昇悅居於2004年曾獲香港康樂及文化事務署頒發「私人物業最佳園林大獎」銀獎（高密度住宅園景設計組別）。

### 購物商場
商場樓高2層，出租面積約42,000平方呎，單位面積約由300平方呎起。商戶以民生為主，包括多間地產代理、聖安娜餅屋、萬寧、日式西餅店Châteraisé、美心西餅、OK便利店、快圖美、皇鑽世家珠寶金行有限公司、惠康超級市場、123...by ELLA、鞋品店Footspot.、速剪髮廊韓剪、優品360°、柏斯琴行、光大海味、床上用品店Cottex®旗艦店、尚品花膠專門店、三聯書店、盈健醫務中心及宏健醫療保健中心。餐廳包括台式飲品外賣店水巷茶弄、素食店清心齋、美心MX、華御結、Grove Sandwiches及星巴克咖啡。

## 圖集

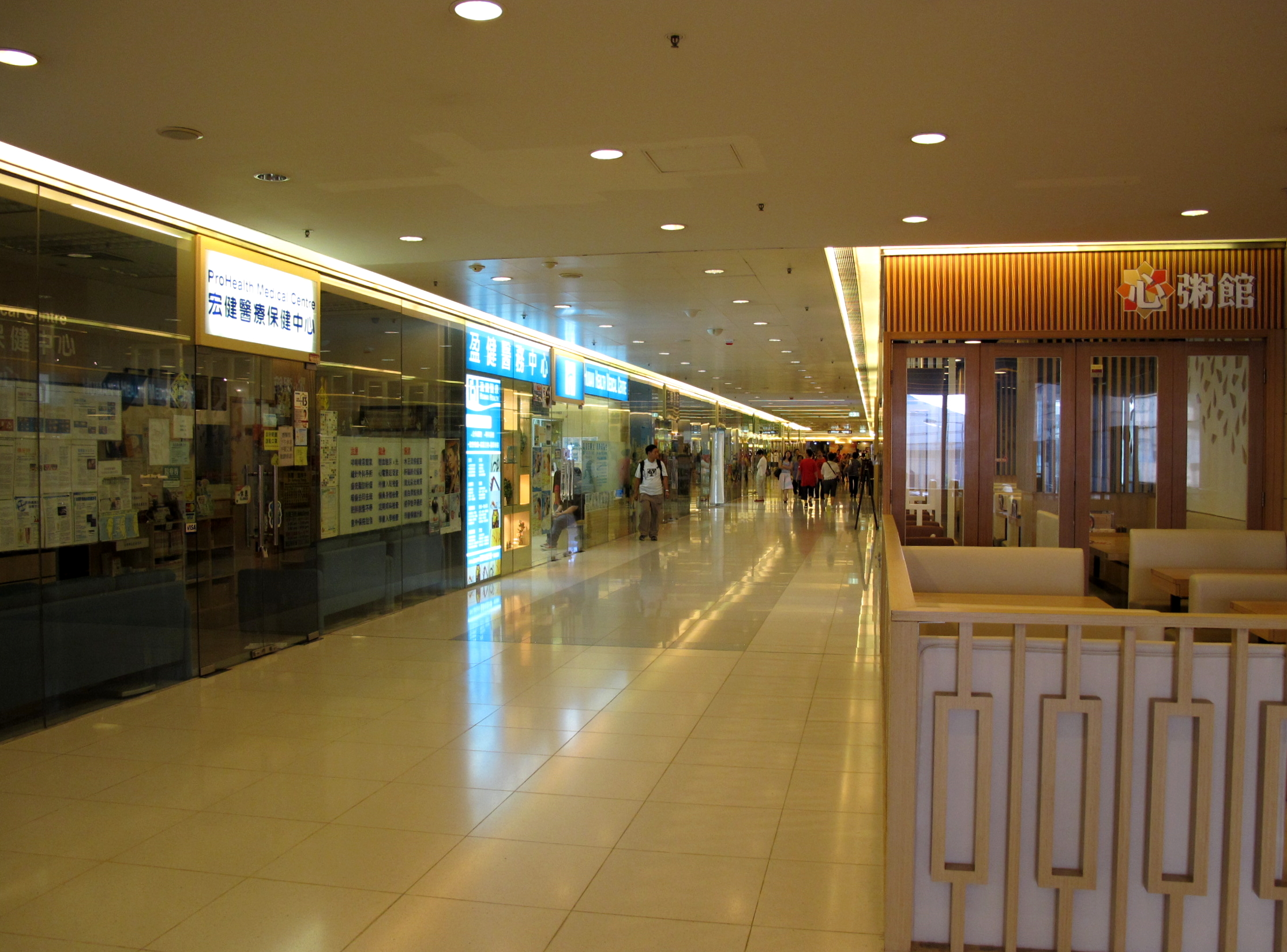
昇悅商場
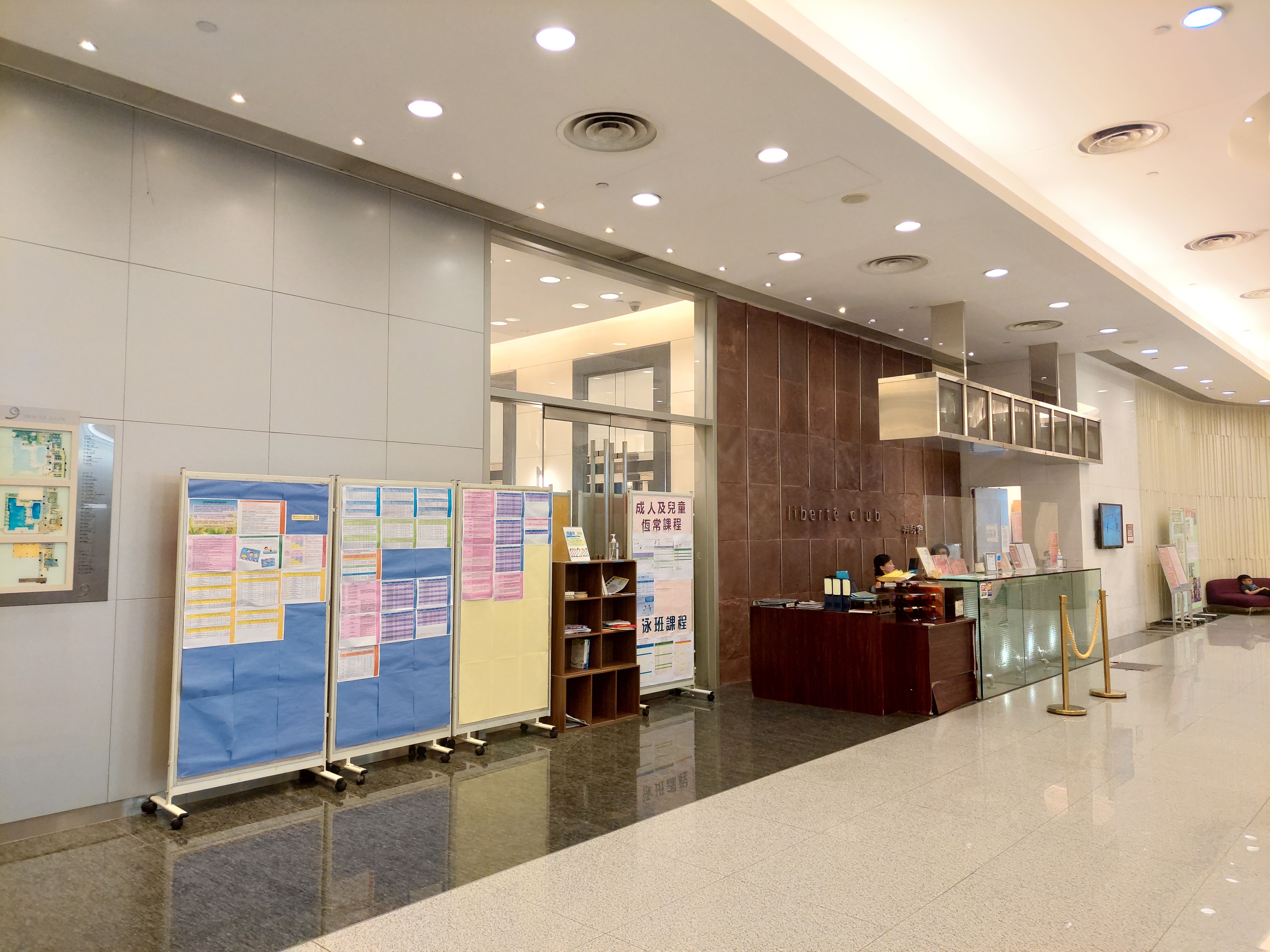
會所大堂
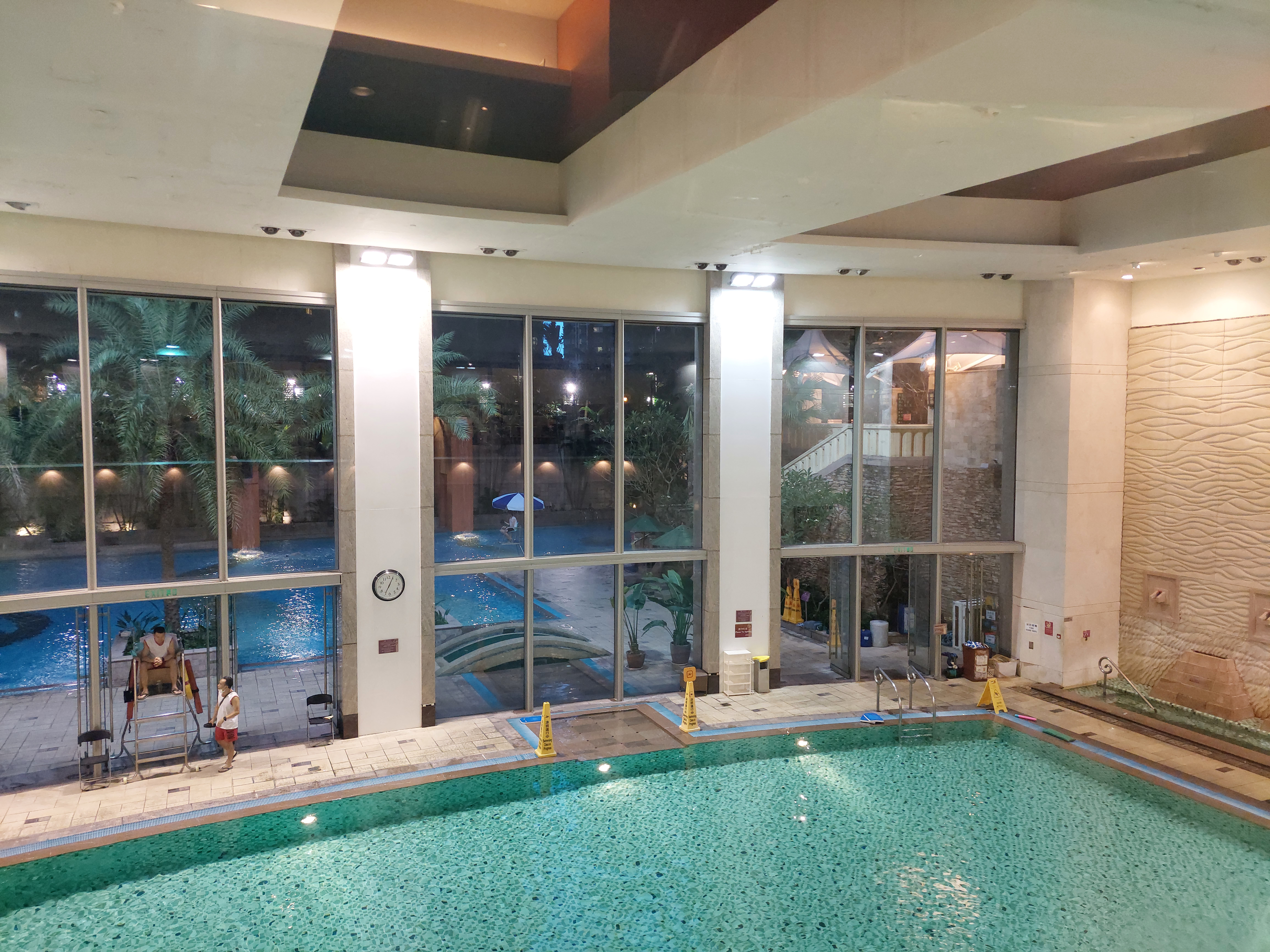
室內泳池
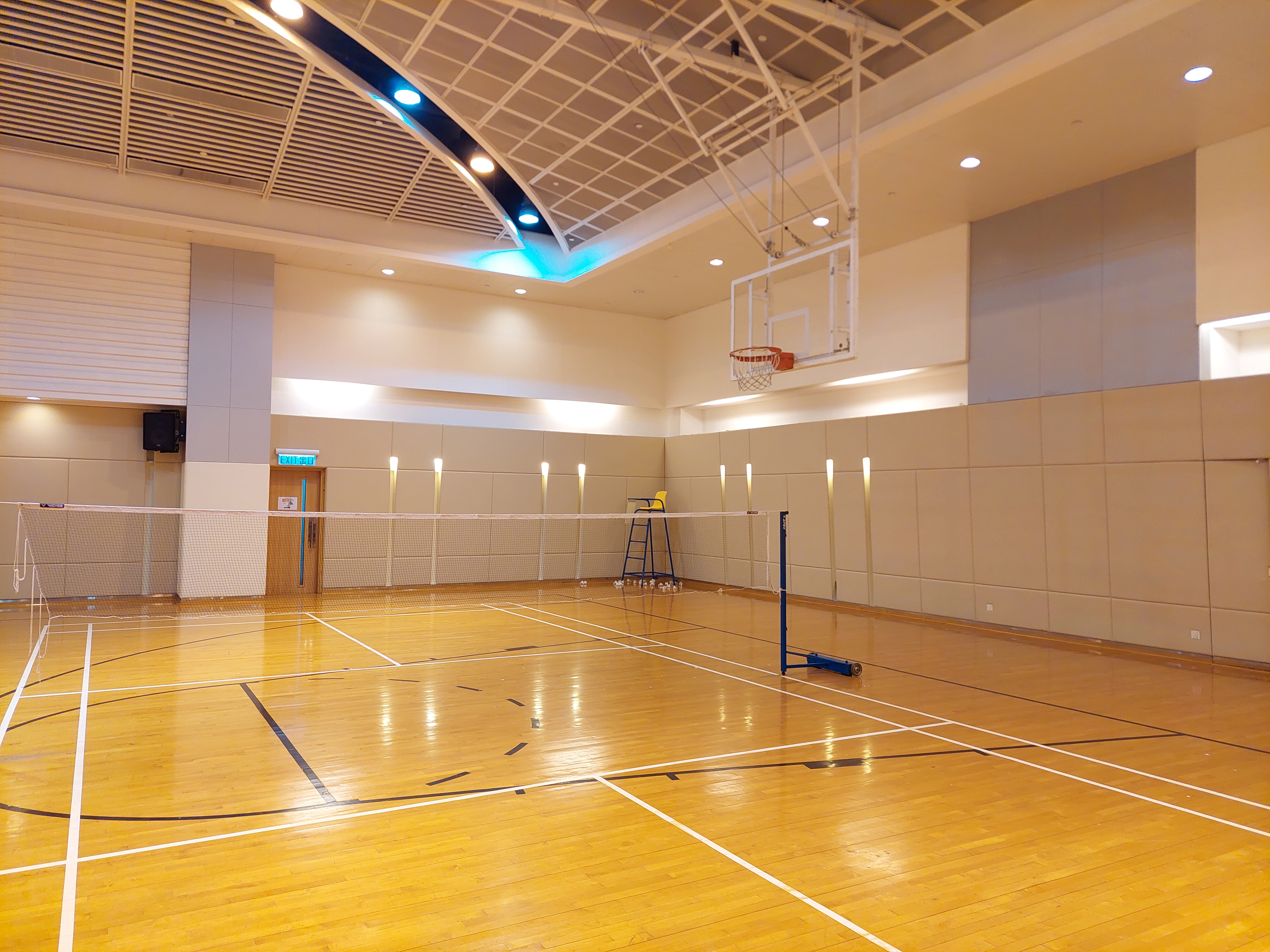
室內體育館
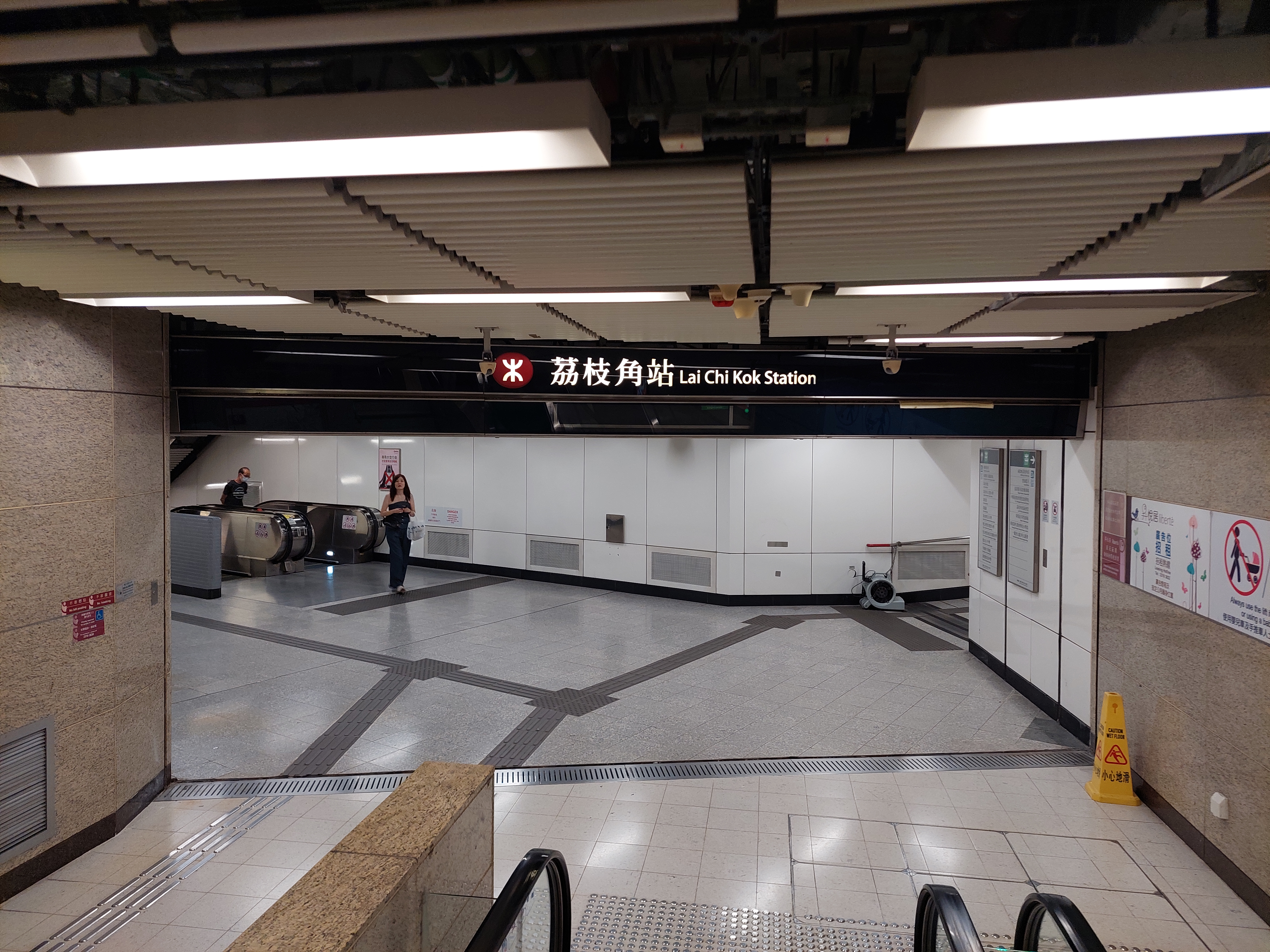
位於昇悅居的港鐵荔枝角站D3出口

## 外部資料
1. ↑  .   [2021-06-07]. （原始内容存档于2002-10-05）.
2. ↑  .   [2007-06-14]. （原始内容存档于2007-09-30）.
3. ↑  .   [2016-11-29]. （原始内容存档于2017-02-05）.
4. ↑  .   [2016-11-29]. （原始内容存档于2017-01-10）.
5. ↑  西環水街＞荃灣福來邨 （页面存档备份，存于）
6. ↑  .   [2016-11-29]. （原始内容存档于2016-09-21）.
7. ↑  .   [2016-11-29]. （原始内容存档于2017-01-15）.

## 外部連結
- 官方網頁 （页面存档备份，存于）

22°20′06″N 114°08′55″E / 22.3349°N 114.1487°E